# Pathar
Pathar es una ciudad censal situada en el distrito de Ganjam en el estado de Odisha (India). Su población es de 6072 habitantes (2011). Se encuentra a  65 km de Brahmapur y a 110  km de Bhubaneswar.

## Demografía
Según el censo de 2011 la población de Pathar era de 6072 habitantes, de los cuales 3064 eran hombres y 3008 eran mujeres. Pathar tiene una tasa media de alfabetización del 74,17%, superior a la media estatal del 72,87%: la alfabetización masculina es del 81,20%, y la alfabetización femenina del 67,11%.